# Explosion de 1972 à Taroom
L' explosion de Taroom en 1972 s'est produite après qu'un camion transportant du nitrate d'ammonium, un explosif et un engrais, a pris feu le 30 août 1972 près de Taroom, dans le centre du Queensland, en Australie. L'explosion, sur la Fitzroy Developmental Road près de la station Stonecroft, à 90 kilomètres au nord-ouest de Taroom, a tué trois hommes,,.

## Déroulement des faits
Ronald Holzberger, un chauffeur de camion de 25 ans, avait quitté East Botany le 28 août 1972 avec un chargement de 21 tonnes (23 tonnes courte) de Nitropril, de la marque Imperial Chemical Industries d'un type de nitrate d'ammonium versé. Largement utilisé comme explosif dans les mines à ciel ouvert, la charge était destinée aux bassins houillers de Goonyella . 
Son jeune frère Bill Holzberger conduisait un autre camion, chargé lui de 11 tonnes (12 tonnes courte) du même produit chimique.
Cependant, une fois arrivés à Taroom, les deux frères ont décidé d'échanger leurs véhicules après que Bill Holzberger se soit plaint que son camion devenait difficile à conduire en raison de problèmes électriques. Bill Holzberger, qui conduisait maintenant la charge la plus lourde, a ensuite continué devant son frère qui conduisait maintenant derrière avec une charge de 11 tonnes. 
Environ une heure après avoir repris le voyage, le camion que conduisait Ronald Holzberger a pris feu. Il a arrêté le camion en feu, l'a garé sur le bord de la route et a récupéré quelques effets personnels. 
À proximité, deux frères de la station Stonecroft, Evan Becker, 20 ans, et Douglas Becker, 18 ans, ont vu de la fumée au loin et se sont rendus sur les lieux à moto pour vérifier et porter secours.
Ne réalisant pas le danger dans lequel ils se trouvaient, les trois hommes se tenaient près du camion en feu lorsque le nitrate d'ammonium s'est enflammé et a provoqué une explosion qui a été entendue dans les villes de Moura et Theodore où elle a secoué des maisons,.
L'explosion a tué les trois hommes et a provoqué un cratère dans la route qui mesurait deux mètres de profondeur, cinq mètres de large et vingt mètres de long.
La cabine du camion International TranStar et la remorque ont été complètement détruites et des débris ont été dispersés jusqu'à deux kilomètres. L'explosion a également déclenché un feu de brousse qui a brûlé plus de 800 hectares de terres.
La mort des deux frères dans l'explosion a été une nouvelle épreuve pour la famille Becker. Les deux frères d'Evan et Douglas Becker, Russell et Owen, avaient souffert de la polio dans leur enfance et leur sœur Kay était décédée dans son enfance en 1951 après avoir développé une encéphalite . 

## Mémoire
Le 30 mars 2013, un mémorial a été inauguré et inauguré lors d'une cérémonie qui s'est tenue sur le site de l'explosion. Il a été érigé avec l'aide de la Société historique de Taroom et du comté de Banana et a été consacré par Heather Becker, assistante liturgique à l'église de la Sainte-Trinité de Taroom.
Le site commémoratif comprend le pare-buffle du camion qui a été récupéré à 200 mètres au nord du site de l'explosion, qui a été cimenté dans le cadre du mémorial.
La cérémonie a réuni plus de 100 personnes, dont Bill Holzberger et des membres de la famille Becker.
Une autre explosion de nitrate d'ammonium, qui rappelle beaucoup l'incident de Taroom, s'est produite le 5 septembre 2014 à Angellala Creek sur l'autoroute Mitchell près de Wyandra, toujours dans le Queensland, lorsqu'un autre camion en feu a déclenché une autre explosion massive. Certains reportages des médias ont mentionné l'incident de Taroom de 1972 dans leur reportage sur l'explosion de 2014.
Les incidents de Taroom et de Wyandra ont tous deux été référencés par les médias internationaux lors de reportages sur les catastrophes liées au nitrate d'ammonium, telles que l'explosion de Beyrouth en 2020.